# Ewa Dróbecka-Brydak
Ewa Dróbecka-Brydak (ur. 25 września 1939 w Warszawie, zm. 3 kwietnia 2007) – polska okulistka, profesor nadzwyczajny, doktor habilitowana nauk medycznych.

## Życiorys
Po zakończeniu II wojny światowej mieszkała przy ulicy Filtrowej, gdzie uczęszczała do szkoły podstawowej. Następnie ukończyła LO im. J. Słowackiego. Dyplom lekarski uzyskała na warszawskiej Akademii Medycznej. Po studiach odbyła staże w szpitalach: przy ulicy Brzeskiej i ulicy Koszykowej. Następnie podjęła pracę w Centralnym Ośrodku Badawczym Kolejowej Służby Zdrowia. Doktoryzowała się w 1971 na podstawie pracy "Ocena czynności siatkówki w wysokiej krótkowzroczności". Habilitację uzyskała w 1991 na podstawie oceny dorobku i rozprawy "Ocena narządu wzroku u chorych po przeszczepieniu nerek".
Trzykrotnie wybierana na przewodnicząca oddziału warszawskiego PTO w latach 1992-1998 i 2004-2006, była także członkiem zarządu głównego PTO. Wieloletnia pracownica Katedry i Kliniki Okulistyki I Wydziału Lekarskiego Akademii Medycznej w Warszawie. Swoje prace publikowała m.in. w "Klinice Ocznej".
Od 1966 żona Janusza Brydaka, stomatologa. Miała dwójkę dzieci: Joannę i Jerzego, także lekarzy.